# Indrek Pertelson
Indrek Pertelson, (* 21. dubna 1971 Tallinn, Sovětský svaz) je bývalý reprezentant Estonska a předtím krátce Sovětského svazu v judu. Je majitel dvou bronzových olympijských medailí. Od května 2013 si odpykává roční trest vězení za finanční podvody.

## Sportovní kariéra
Jeden z estonských sportovních hrdinů měl od mládí kariéru v judu danou velmi vysoko. Jako reprezentant Sovětského svazu měl všechny předpoklady stát se v seniorském věku prvním Estoncem startujícím na vrcholné akci v barvách této již neexistující země. Jenže v roce 1991, došlo v jeho zemi k velkým změnám. Estonsko na konci léta 1991 vyhlásilo nezávislost, a ke všemu se odmítlo stát členem Společenství nezávislých států. To bylo pro Pertelsona obrovské plus, protože v roce 1992 nemusel řešit nominační problémy.
Na olympijské hry v Barceloně v roce 1992 jel sbírat zkušenosti. Startoval mezi polotěžkými vahami (tehdy -95kg) a v prvním kole prohrál s Britem Stevensem. V opravách ukázal to co ho zdobilo po celou kariéru a to divácky atraktivní způsob boje plného zvedaček a strhů na zem a vůle vyhrávat. Všechny své soupeře porazil na ippon a v boji o třetí místo vyzval Nizozemce Meijera. Vydržel s ním bojovat až do konce zápasu, ale prohrál na větší počet napomínání.
Od roku 1993 startoval mezi těžkými vahami. V prvních sezónách medaile nesbíral, až v olympijském roce 1996 získal první velkou medaili (hned zlatou). Na olympijských hrách v Atlantě v roce 1996 však prohrál v prvním kole se zkušeným Polákem Kubackim na dnes již neexistující pravidlo sogo-gači (judista vítězí pokud má na svém kontě wazari a soupeř 3 napomínání). Do oprav ho Polák nevytáhl.
Na olympijských hrách v Sydney v roce 2000 již patřil k hlavním favoritům na medaili. Své první tři soupeře přejel na ippon po minutě boje. Mezi nimi i stříbrného z minulých her Španěla Pereze. V semifinále se utkal s Francouzem Douilletem. Po minutě a půl držení se a hledání úchopu rozhodčí Pertelsona napomenul šidem za pasivitu. Ten polevil v koncentraci a Francouz toho po chvíli využil uči-matou za ippon. V boji o třetí místo nedal šanci Bělorusu Šarapovovi. Po minutě boje ho dostal na ippon technikou uči-mata. Získal první olympijskou medaili.
Po olympijských hrách byl na vážkách ohledně ukončení kariéry. V sezóně 2002 již zápasil mimo reprezentaci. V roce 2003 se rozhodl vrátit a přidělal tím vrásky na čele svému nástupci Padarovi. Estonsko tak mělo v olympijském roce 2004 dva elitní judisty v těžkých vahách. Na olympijských hrách v Athénách mohl startovat pouze jeden. Nominace nakonec dopadla pro něho. Ve čtvrtfinále se utkal s Rusem Tmenovem, který byl tehdy na vrcholu sil a cesta přes něho nevedla. V opravách si opět stylovým způsobem vybojoval zápas o třetí místo proti Italu Bianchessimu. Turnajem znavený, mohutný Ital (160kg) byl od začátku duelu o krok pozadu a po minutě boje ho Pertelson poslal na zem technikou uči-mata. Vybojoval tak druhou bronzovou medaili.
Po olympijských hrách ukončil sportovní kariéru.

## Výsledky
| Turnaj                               | Sovětský svaz | Sovětský svaz | Estonsko | Estonsko | Estonsko | Estonsko | Estonsko | Estonsko | Estonsko | Estonsko | Estonsko | Estonsko | Estonsko | Estonsko | Estonsko |
| Turnaj                               | 1990          | 1991          | 1992     | 1993     | 1994     | 1995     | 1996     | 1997     | 1998     | 1999     | 2000     | 2001     | 2002     | 2003     | 2004     |
| ------------------------------------ | ------------- | ------------- | -------- | -------- | -------- | -------- | -------- | -------- | -------- | -------- | -------- | -------- | -------- | -------- | -------- |
| Olympijské hry                       | –             | –             | 5.       | –        | –        | –        | úč.      | –        | –        | –        | 3.       | –        | –        | –        | 3.       |
| Mistrovství světa + bez rozdílu vah  | –             | dns           | –        | 5.       | –        | 7.       | –        | úč.      | –        | 2.       | –        | 5.       | –        | úč.      | -        |
| Mistrovství světa + bez rozdílu vah  | –             | dns           | –        | úč.      | –        | úč.      | –        | dns      | –        | dns      | –        | dns      | –        | 2.       | -        |
| Mistrovství Evropy + bez rozdílu vah | dns           | dns           | úč.      | úč.      | úč.      | 5.       | dns      | 7.       | úč.      | 3.       | dns      | dns      | dns      | dns      | 2.       |
| Mistrovství Evropy + bez rozdílu vah | dns           | dns           | úč.      | 5.       | úč.      | úč.      | 1.       | 3.       | 3.       | dns      | dns      | dns      | dns      | dns      | dns      |
| MS juniorů                           | 3.            | –             | –        | –        | –        | –        | –        | –        | –        | –        | –        | –        | –        | –        | -        |
| ME juniorů                           | 1.            | 1.            | –        | –        | –        | –        | –        | –        | –        | –        | –        | –        | –        | –        | -        |

## Osobní život
Po skončení sportovní kariéry začal podnikat. V roce 2013 byl odsouzen k ročnímu trestu za finanční podvody.